# Маккерн, Лео
Лео Маккерн AO (англ. Leo McKern; 16 марта 1920 — 23 июля 2002) — австрало-британский актёр театра, кино и телевидения.

## Молодость
Лео Маккерн появился на свет под именем Реджинальд Маккерн (англ. Reginald McKern) в Сиднее в семье Веры (в девичестве Мартин) и Нормана Уолтона Маккернов. Учился в Сиднейской средней технической школе. В 15 лет в результате несчастного случая потерял левый глаз. Первой его работой была должность помощника инженера. Во время Второй мировой войны служил в австралийской армии. Впервые вышел на театральную сцену в Сиднее в 1944 году.

## Театр
Маккерн вместе со своей возлюбленной, актрисой Джейн Холланд, переехал в Великобританию, где они и поженились в 1946 году. Несмотря на такие его недостатки, как стеклянный глаз и австралийский акцент, им заинтересовалось ряд театров, и вскоре он уже играл в лондонском «Олд Вике» и Шекспировском мемориальном театре (ныне — Королевский шекспировский театр) в Стратфорде-на-Эйвоне.
Сыграл лесничего в «Бесплодных усилиях любви» (1949, «Олд Вик») и Яго в «Отелло» (1952). Предстал в образе простого человека в пьесе Роберта Болта «Человек на все времена», поставленной в Вест-Энде в 1960 году, но уже в бродвейской постановке он играл Томаса Кромвеля, прокурора на процессе над Томасом Мором, повторив позже эту роль в кино. Из наиболее известных его ролей можно отметить Сатла из пьесы Бена Джонсона «Алхимик» (1962). В последний раз он выходил на сцену в 2000 году.

## Кино
Маккерн дебютировал в кино в 1951 году с лентой «Убийство в соборе». Среди его наиболее известных фильмов можно отметить «Запах тайны» (1960), «День, когда загорелась Земля» (1961), «На помощь!» (1965), «Человек на все времена» (1966), «Башмаки рыбака» (1968, премия Национального совета кинокритиков США за лучшую мужскую роль второго плана), «Дочь Райана» (1970), «Убийство в Риме» (1973), «Приключения хитроумного брата Шерлока Холмса» (1975, профессор Мориарти), «Омен» (1976), «Омен 2: Дэмиен» (1978), «Голубая лагуна» (1980), «Женщина французского лейтенанта» (1981), «Леди-ястреб» (1984) и «Чужое поле» (1990). Его последней работой в кино была роль отца Мегрэ в ленте «Молокаи. История отца Дэмиена» (1999).

## Радио
В 1992—1993 годах озвучил капитана Хэддока в радиопостановках комиксов Эрже «Приключения Тинтина» на BBC Radio.

## Телевидение
Одной из первых ролей Маккерна на телевидении был сэр Роджер Делайл, захвативший земли и усадьбу Локсли, в первой серии «Приключений Робин Гуда». Во втором эпизоде сыграл ростовщика Герберта Донкастера.
Он был одним из нескольких исполнителей роли № 2 в культовом телесериале 1960-х годов «Пленник». Кроме Маккерна эту роль более одного раза исполнял только Колин Гордон. Играл № 2 в эпизодах Звон Биг-Бена, Давным-давно… и заключительной части Возрождение. Создание Давным-давно… были особенно тяжёлым для Маккерна. По словам одного биографа, они вызвали у него либо сердечный приступ, либо нервный срыв (данные расходятся), из-за чего съёмки серии были приостановлено.
В 1975 году получил заглавную роль в сериале Rumpole of the Bailey, рассказывающем о стареющем адвокате Горации Рамполе. Автор сериала Джон Мортимер хотел предложить эту роль Аластеру Симу, однако изменил своё мнение, когда увидел играющего Маккерна. Мортимер позже прокомментировал его исполнение роли: «Он не только сыграл Рампола, он добавил детали, оживил его и сделал настоящим». Роль Лиз Проберт в сериале сыграла дочь Маккерна, актриса Эбигейл Маккерн. Шоу продержалось на экранах семь сезонов, первый из которых вышел в 1978, а последний — в 1992.
В 1987 году инвестиционная фирма Smith Barney предложила Маккерну заменить Джона Хаусмана на посту рекламного представителя компании. Первый ролик с его участием, выпущенный, к тому же, в новом формате, вышел в сентябре того же года. Однако зрителям новая реклама не понравилась, в результате чего в 1989 году актёр был уволен, а рекламный формат — изменён: осталась только речь рассказчика (им стал Джордж К. Скотт). Позже Маккерн снялся в серии рекламных роликов для английского банка Lloyds (их показывали только по британскому телевидению), а сыгранный им персонаж был похож на Рампола.

## Личная жизнь
Дочь Маккерна Эбигейл рассказывала, что её отец сильно волновался перед выходом на сцену и что с возрастом этот страх становился только сильнее. Он страдал от ряда болезней, среди которых был и сахарный диабет. В 2002 году его направили в дом престарелых в Бате, где он и умер спустя несколько недель 23 июля в возрасте 82 лет. У него остались жена Джейн, дочери Эбигейл и Хэрриет и внук.
В 1983 году за вклад в искусство был пожалован офицером ордена Австралии.